# Nünchritz
Nünchritz är en kommun och ort i Landkreis Meissen i förbundslandet Sachsen i Tyskland. Kommunen har cirka 5 400 invånare.
Kommunen ingår i förvaltningsområdet Nünchritz tillsammans med kommunen Glaubitz.